# Zoquitita
Zoquitita är en ort i Mexiko.   Den ligger i kommunen Tepalcatepec och delstaten Michoacán de Ocampo, i den södra delen av landet, 400 km väster om huvudstaden Mexico City. Zoquitita ligger 500 meter över havet och antalet invånare är 104.
Terrängen runt Zoquitita är varierad. Runt Zoquitita är det ganska glesbefolkat, med 32 invånare per kvadratkilometer. Närmaste större samhälle är Tepalcatepec, 17,3 km nordost om Zoquitita. Omgivningarna runt Zoquitita är en mosaik av jordbruksmark och naturlig växtlighet.